# Liste von Sakralbauten in Brandenburg

Landkreise und kreisfreie Städte in Brandenburg

Die Liste von Sakralbauten in Brandenburg ist nach Landkreisen und kreisfreien Städten Brandenburgs untergliedert.

## Liste
- Liste von Kirchengebäuden im Landkreis Barnim
- Liste von Kirchengebäuden in Brandenburg an der Havel
- Liste von Sakralbauten in Cottbus
- Liste von Kirchengebäuden im Landkreis Dahme-Spreewald
- Liste von Kirchengebäuden im Landkreis Elbe-Elster
- Liste von Kirchengebäuden in Frankfurt (Oder)
- Liste von Kirchengebäuden im Landkreis Havelland
- Liste von Kirchengebäuden im Landkreis Märkisch-Oderland
- Liste von Kirchengebäuden im Landkreis Oberhavel
- Liste von Kirchengebäuden im Landkreis Oberspreewald-Lausitz
- Liste von Kirchengebäuden im Landkreis Oder-Spree
- Liste von Kirchengebäuden im Landkreis Ostprignitz-Ruppin
- Liste von Kirchengebäuden in Potsdam
- Liste von Kirchengebäuden im Landkreis Potsdam-Mittelmark
- Liste von Kirchengebäuden im Landkreis Prignitz
- Liste von Kirchengebäuden im Landkreis Spree-Neiße
- Liste von Kirchengebäuden im Landkreis Teltow-Fläming
- Liste von Kirchengebäuden im Landkreis Uckermark
- Liste der Synagogen im Land Brandenburg
- Liste der Moscheen im Land Brandenburg
- Liste der Friedhofskapellen im Land Brandenburg